# Cebublomsterpickare
Cebublomsterpickare (Dicaeum quadricolor) är en fågel i familjen blomsterpickare inom ordningen tättingar.

## Utseende och läten
Cebublomsterpickaren är en 11-12 cm, rätt satt blomsterpickare med kort och knubbig näbb. Hanen är lätt att känna igen, med svartaktigt huvud, blåsvarta vingar och stjärt, scharlakansröd mantel och rygg, gulgrön övergump och gråvit undersida med ett ljusare streck på buken. Honan är mindre färgglad, med mörkgrå rygg utan inslag av rött och brungrå undersida. Sången består av en serie tunna, ljusa och behagliga toner medan lätena är tunna "seep" blandat med hårdare tickande toner.

## Utbredning och status
Cebublomsterpickaren förekommer i Filippinerna där den återupptäcktes 1992 efter 85 års frånvaro på Cebu. IUCN kategoriserar arten som akut hotad.